# Club Atlético Talleres (Remedios de Escalada) 2008-2009

## Rosa
| N. |                      | Ruolo | Calciatore                   |
| -- | -------------------- | ----- | ---------------------------- |
| 1  | Argentina (bandiera) | P     | Juan Carlos Marcelo Gambande |
| 2  | Argentina (bandiera) | D     | Santiago Echeverría          |
| 3  | Argentina (bandiera) | D     | Adrian Barbona               |
| 4  | Argentina (bandiera) | D     | Gustavo Campuzano            |
| 5  | Argentina (bandiera) | C     | Mauro Marrone                |
| 6  | Argentina (bandiera) | D     | Diego Bordon                 |
| 7  | Argentina (bandiera) | C     | Leandro Cogrossi             |
| 8  | Argentina (bandiera) | C     | Leandro Collavini            |
| 9  | Argentina (bandiera) | A     | Fernando Screpis             |
| 10 | Argentina (bandiera) | C     | Fernanado Perez              |
| 11 | Armenia (bandiera)   | A     | Fernando Zagharian           |
| 12 | Argentina (bandiera) | P     | Federico Palmaz              |
| 13 | Argentina (bandiera) | D     | Pablo Ostapkiewicz           |
|    | Argentina (bandiera) | D     | Enzo Villalba                |
|    | Argentina (bandiera) | A     | Federico Rodríguez           |

| N. |                      | Ruolo | Calciatore              |
| -- | -------------------- | ----- | ----------------------- |
| 14 | Argentina (bandiera) | D     | Lino Billordo           |
| 15 | Argentina (bandiera) | C     | Hugo Donato             |
| 16 | Argentina (bandiera) | C     | Marcos Gimenez          |
| 17 | Argentina (bandiera) | C     | Mauricio Prol           |
| 18 | Argentina (bandiera) | D     | Ruben Salinas           |
| 19 | Argentina (bandiera) | A     | Brian Fuentes           |
| 20 | Argentina (bandiera) | C     | Raúl Pérez (calciatore) |
| 21 | Argentina (bandiera) | A     | Ernesto Florero         |
| 22 | Argentina (bandiera) | C     | Diego Rolón             |
| 23 | Argentina (bandiera) | C     | Juan Ferreyra           |
| 24 | Argentina (bandiera) | C     | Lucas Lovera            |
| 25 | Argentina (bandiera) | A     | Walter Torales          |
| 26 | Argentina (bandiera) | A     | Jorge Fuentes           |
|    | Argentina (bandiera) | D     | J. Pallares             |
| 28 | Argentina (bandiera) | P     | Leandro Silva           |
|    | Argentina (bandiera) | D     | Dario Ledesma           |